# Klaus Schönherr
Klaus Schönherr (* 1947) ist ein deutscher Historiker und Offizier. Er ist Oberstleutnant a. D. der Bundeswehr und Militärhistoriker.

## Leben
Schönherr studierte an der Justus-Liebig-Universität in Gießen und an der Universität Wien Geschichte, Klassische Archäologie und Politikwissenschaften. Von 1980 bis 2005 war er wissenschaftlicher Mitarbeiter des Militärgeschichtlichen Forschungsamtes der Bundeswehr.

## Schriften (Auswahl)
- Luptele Wehrmachtului în România 1944 (Kämpfe der Wehrmacht in Rumänien 1944).
- Das Deutsche Reich und der Zweite Weltkrieg, Die Ostfront 1943/44 – Der Krieg im Osten und an den Nebenfronten.
- Ferdinand Schörner. Der idealtypische Nazigeneral. In: Roland Smelser, Enrico Syring (Hrsg.): Die Militärelite des Dritten Reiches. 27 biographische Skizzen.
- Die Niederschlagung des Slowakischen Aufstandes im Kontext der Deutschen Militärischen Operationen, Herbst 1944. In: Bohemia 42, 2001, S. 39–61.